# Сура Лукман
Сура Лукман (араб. سورة لقمان‎) — тридцять перша сура Корану. Мекканська, містить 34 аяти. Названа за іменем мудреця Лукмана.